# 2. deild karla 1961
Die 2. deild karla 1961 war die siebte Spielzeit der zweithöchsten isländischen Fußballliga. Für Aufsteiger ÍB Ísafjörður war es nach zuvor vier verlorenen Aufstiegs-Playoffs in fünf Jahren der erste Aufstieg in die 1. deild karla.

## Modus
Die sechs Vereine spielten in zwei Gruppen zu je drei Teams um die Zweitligameisterschaft. Die Mannschaften spielten innerhalb ihrer Gruppe jeweils zweimal gegeneinander. Die beiden Gruppensieger spielten anschließend in einem Entscheidungsspiel den Aufsteiger in die 1. deild karla aus.

## Gruppe A
| Pl. | Verein               | Sp. | S | U | N | Tore    | Quote | Punkte |
| --- | -------------------- | --- | - | - | - | ------- | ----- | ------ |
| 1.  | ÍB Ísafjörður        | 4   | 4 | 0 | 0 | 014:400 | 3,50  | 08:0   |
| 2.  | Víkingur Reykjavík   | 4   | 2 | 0 | 2 | 006:700 | 0,86  | 04:40  |
| 3.  | Breiðablik Kópavogur | 4   | 0 | 0 | 4 | 006:150 | 0,40  | 0:80   |

|                      | ÍBÍ | VÍK | BRE |
| ÍB Ísafjörður        |     | 3:0 | 4:3 |
| Víkingur Reykjavík   | 0:2 |     | 3:2 |
| Breiðablik Kópavogur | 1:5 | 0:3 |     |

## Gruppe B
| Pl. | Verein            | Sp. | S | U | N | Tore    | Quote | Punkte |
| --- | ----------------- | --- | - | - | - | ------- | ----- | ------ |
| 1.  | ÍB Keflavík (A)   | 4   | 3 | 0 | 1 | 011:800 | 1,38  | 06:20  |
| 2.  | Þróttur Reykjavík | 4   | 2 | 0 | 2 | 010:900 | 1,11  | 04:40  |
| 3.  | Reynir Sandgerði  | 4   | 1 | 0 | 3 | 004:800 | 0,50  | 02:60  |

| (A) | Absteiger aus der 1. deild karla 1960 |

|                   | ÍBK | ÞRÓ | REY |
| ÍB Keflavík       |     | 2:4 | 1:0 |
| Þróttur Reykjavík | 2:5 |     | 4:1 |
| Reynir Sandgerði  | 2:3 | 1:0 |     |

## Finale
|               | Ergebnis |             |
| ------------- | -------- | ----------- |
| ÍB Ísafjörður | 7:3      | ÍB Keflavík |